# Kataja
Kataja (Inakari in finlandese) è un'isola situata nella parte settentrionale del golfo di Botnia, al largo della foce del fiume Torne, attraversata dal confine tra Finlandia e Svezia.
È divisa tra il comune finlandese di Tornio nella regione della Lapponia e il comune svedese di Haparanda nella contea di Norrbotten.
Originariamente l'isola era costituita da due isole separate ed il confine era il confine marittimo stabilito nel 1809 a seguito della pace di Hamina che mise fine alla guerra di Finlandia tra Svezia ed Impero russo. Le isole si unirono successivamente a causa del rimbalzo post glaciale tipico della zona e che ha come effetto il sollevamento della crosta terrestre.
L'isola è disabitata e ricoperta da foresta boreale. La parte svedese costituisce il punto più orientale del Paese. La parte finlandese è compresa nel parco nazionale di Perämeri.